# هارولد غيبونز
هارولد غيبونز (8 أكتوبر 1904 - 16 فبراير 1973) (بالإنجليزية: Harold Gibbons)‏ هو لاعب كريكت بريطاني وبريطاني (وحمل سابقاً جنسية المملكة المتحدة لبريطانيا العظمى وأيرلندا).

## وصلات خارجية
- هارولد غيبونز على موقع إي آس بي آن كريك إنفو (الإنجليزية)